# Предоре
Предо̀ре (на италиански: Predore; на ломбардски: Predùr, Предур) е село и община в Северна Италия, провинция Бергамо, регион Ломбардия. Разположено е на 189 m надморска височина, на югозападния бряг на езеро Изео. Населението на общината е 1894 души (към 2018 г.).